# 松江しんじ湖温泉駅
松江しんじ湖温泉駅（まつえしんじこおんせんえき）は、島根県松江市中原町に位置する一畑電車北松江線の駅である。駅番号は22。同線の終着駅である。

## 歴史

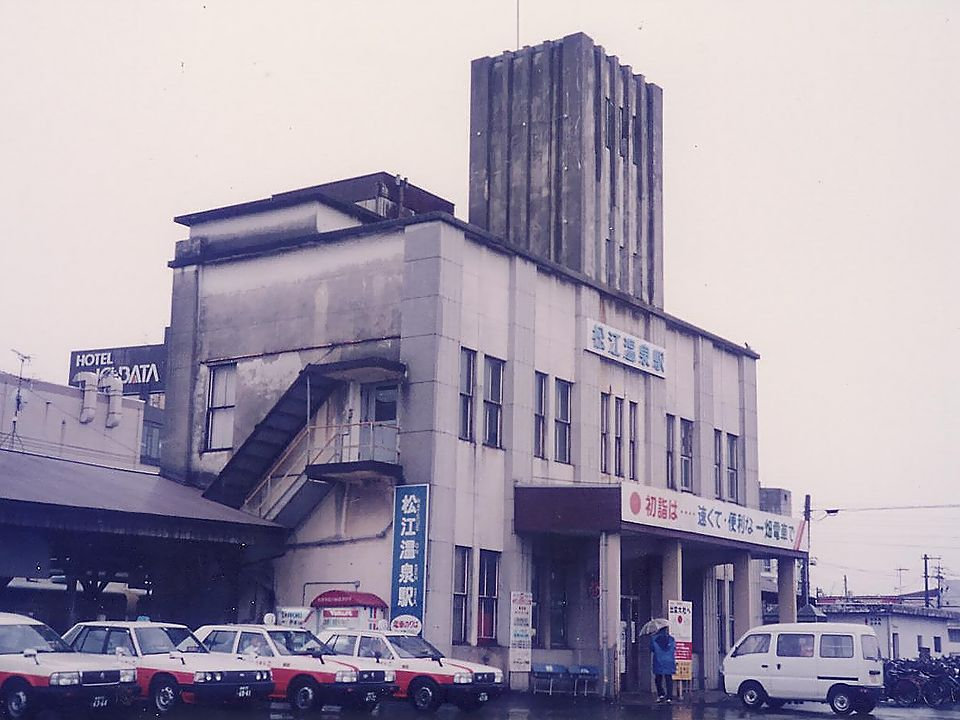
松江温泉駅旧駅舎(1997年1月)

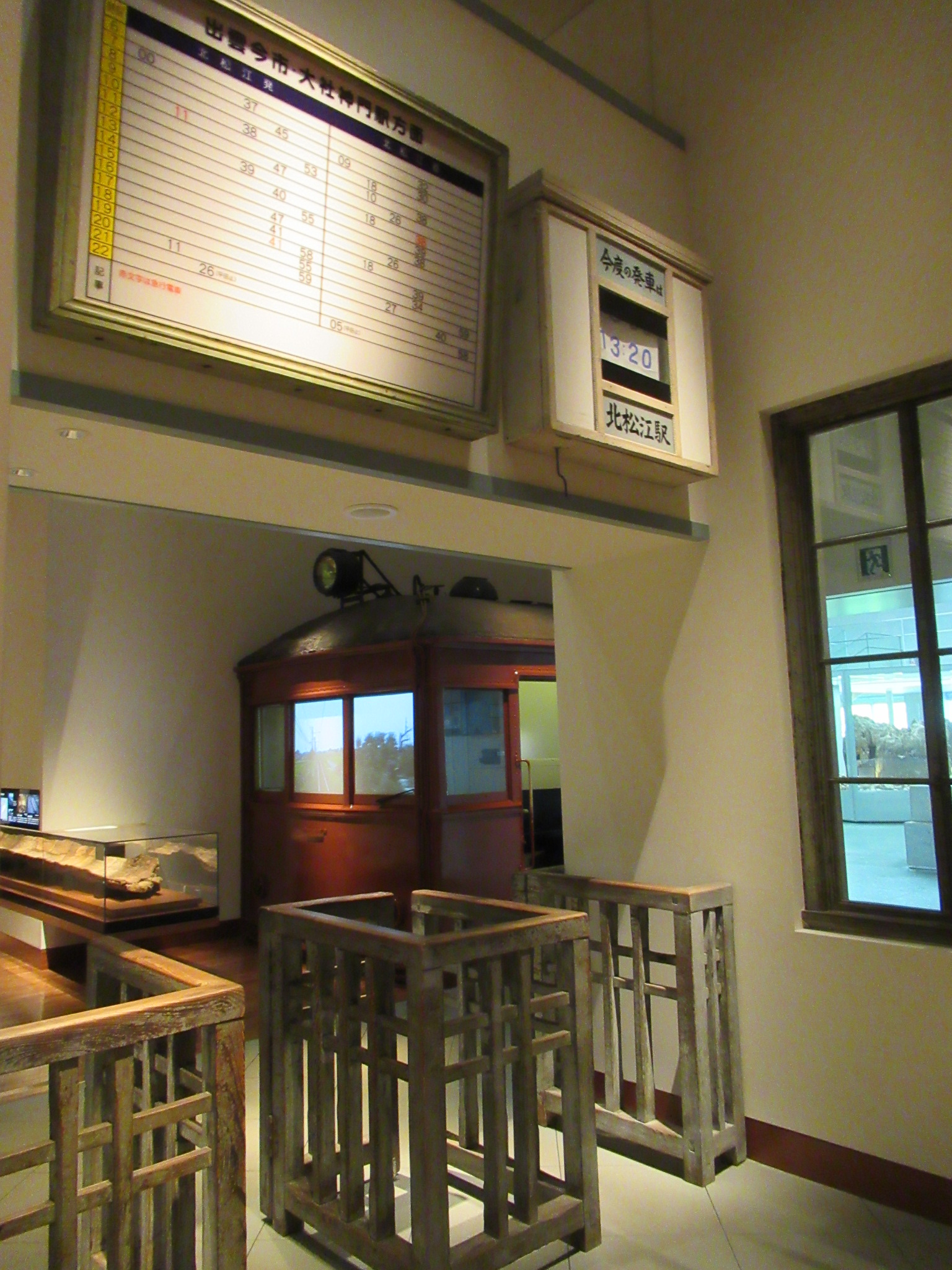
島根県立古代出雲歴史博物館
北松江駅再現展示

- 1928年（昭和3年）4月5日：北松江駅として開業。
- 1970年（昭和45年）10月1日：温泉が湧出したため松江温泉駅に改称。
- 2001年（平成13年）12月18日：新駅舎（現行駅舎）供用開始[1]
- 2002年（平成14年）4月1日：駅周辺の温泉街が「松江しんじ湖温泉」と命名されたのに伴い松江しんじ湖温泉駅に改称。
- 2006年（平成18年）4月1日：一畑電気鉄道の持株会社移行に伴い、新設の一畑電車株式会社が鉄道事業を承継。

## 駅構造
頭端式ホーム2面2線を有する地上駅。有人駅である。改札へ入って右側が1番のりば、左側が2番のりばとなっている。現駅舎は田中正夫建築設計事務所によって設計され、2001年に竣工したものである。駅舎の南東側には温泉を引いた足湯がある（無料）。
現駅舎に建て替えられるまでは開業時に建てられたコンクリート造りの駅舎が1番のりばに面して設けられていた。旧駅舎は2002年に解体されたのち改札口の部材の一部が保存され、2007年3月に開館した島根県立古代出雲歴史博物館の館内に当時を再現する形で展示されている。駅で掲示していた出発時刻表も使用されているほか、デハ1のカットボディも傍らに設置されている。

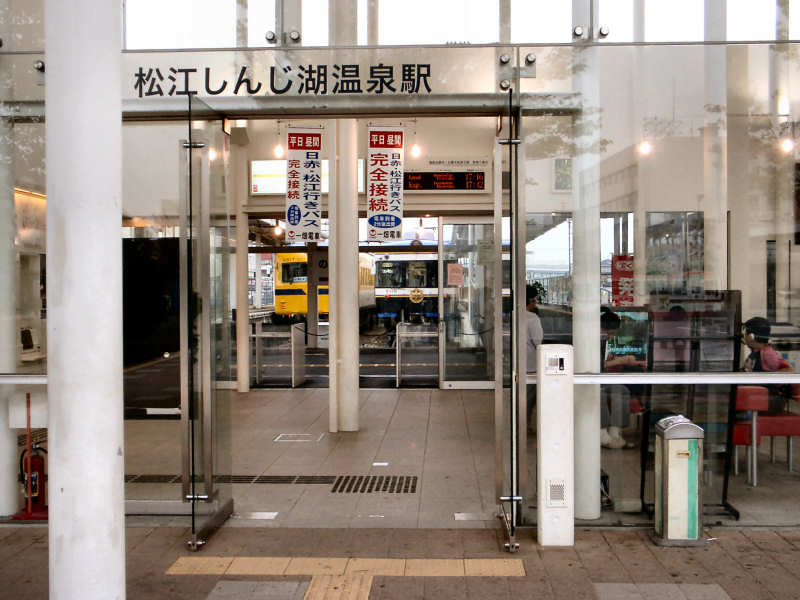
駅入口付近
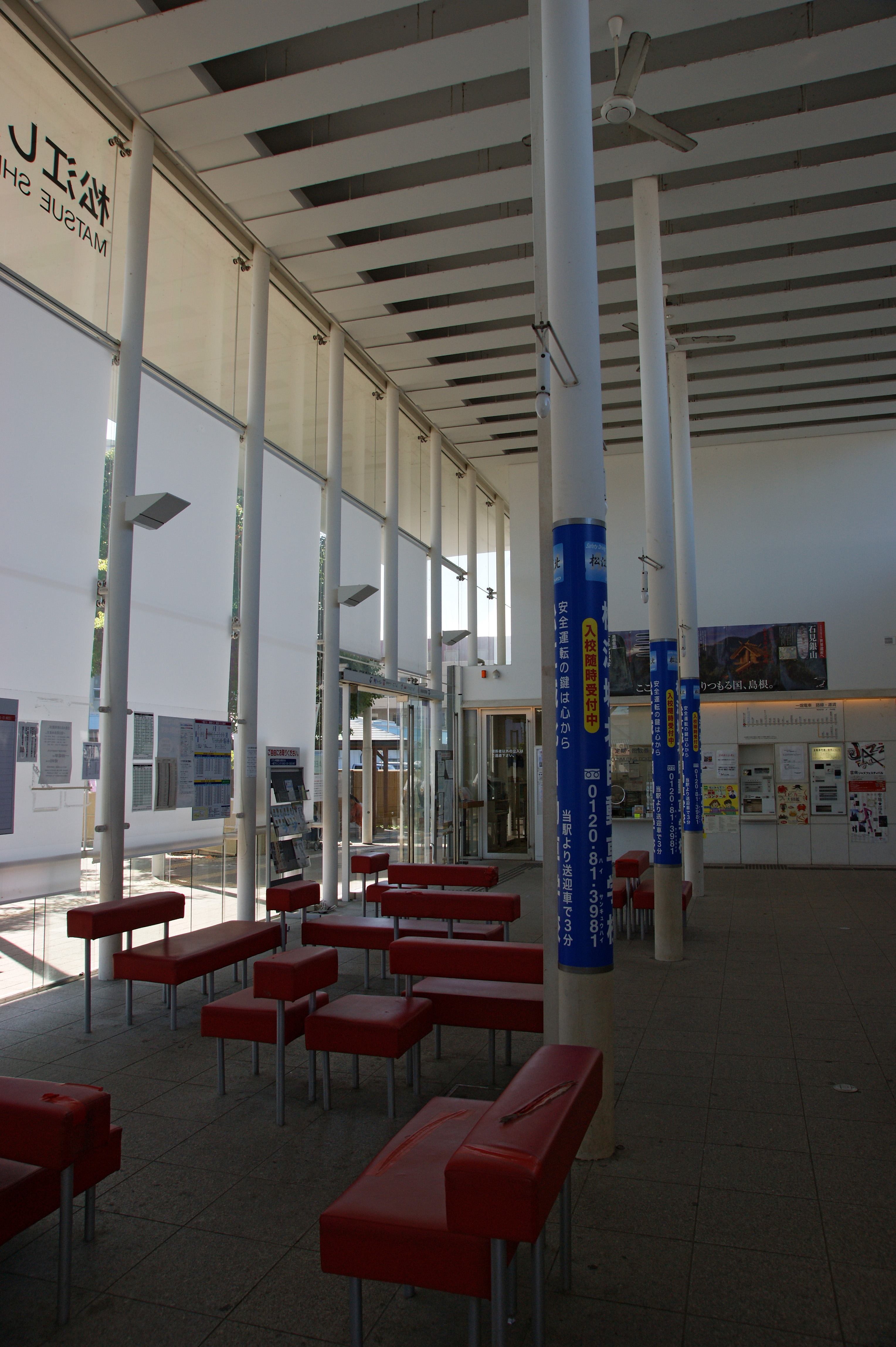
駅舎内
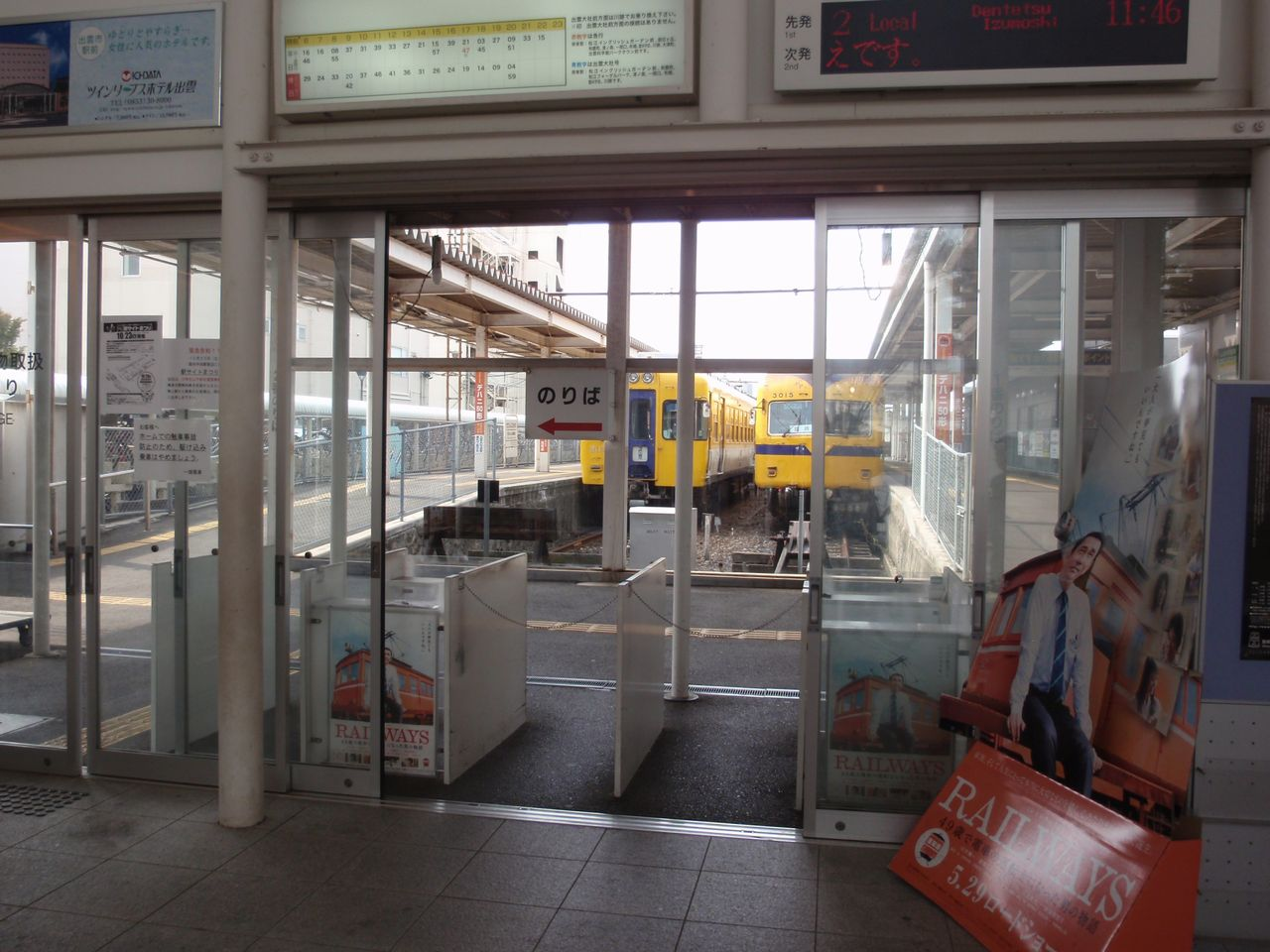
改札口
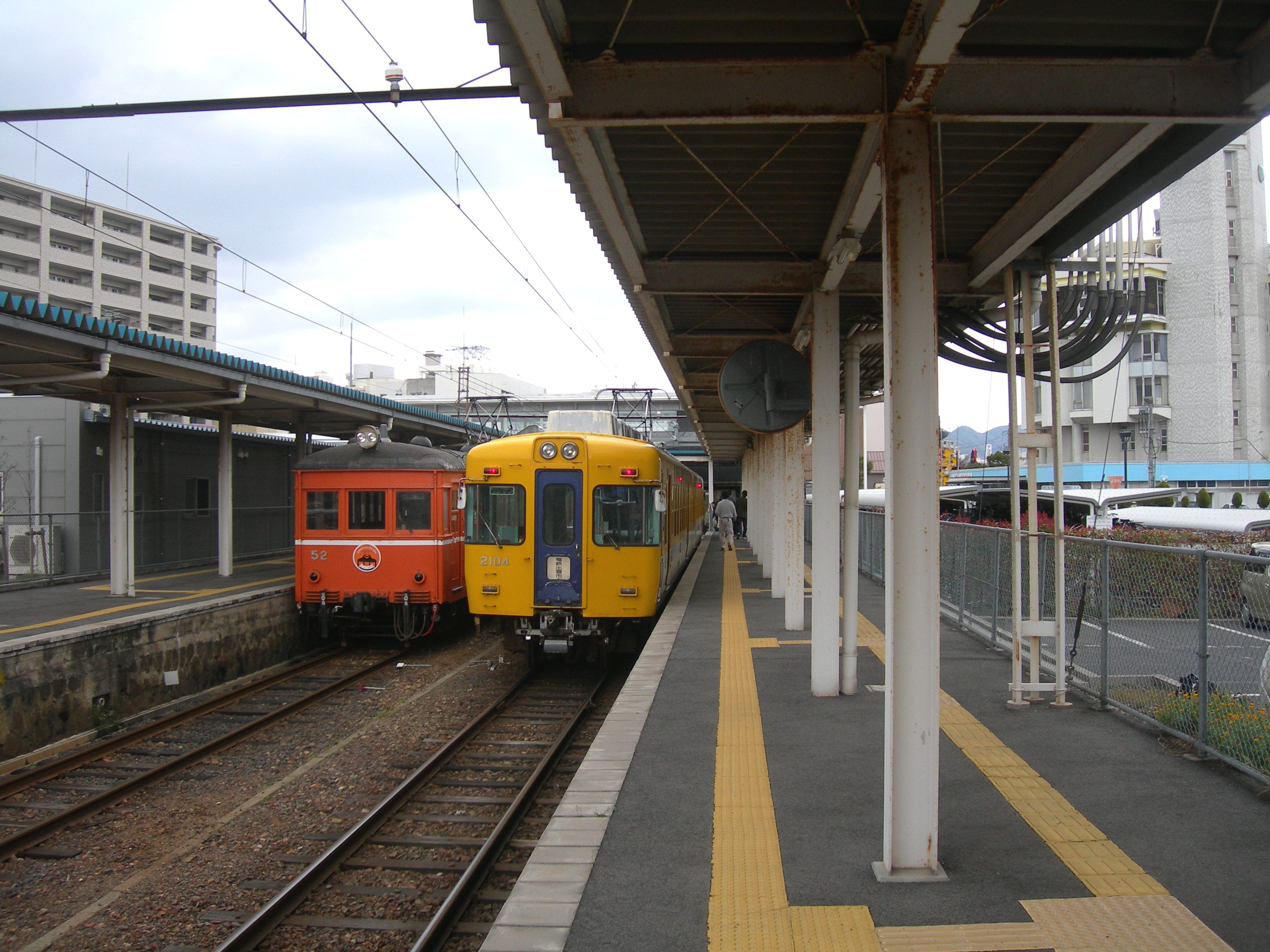
プラットホーム
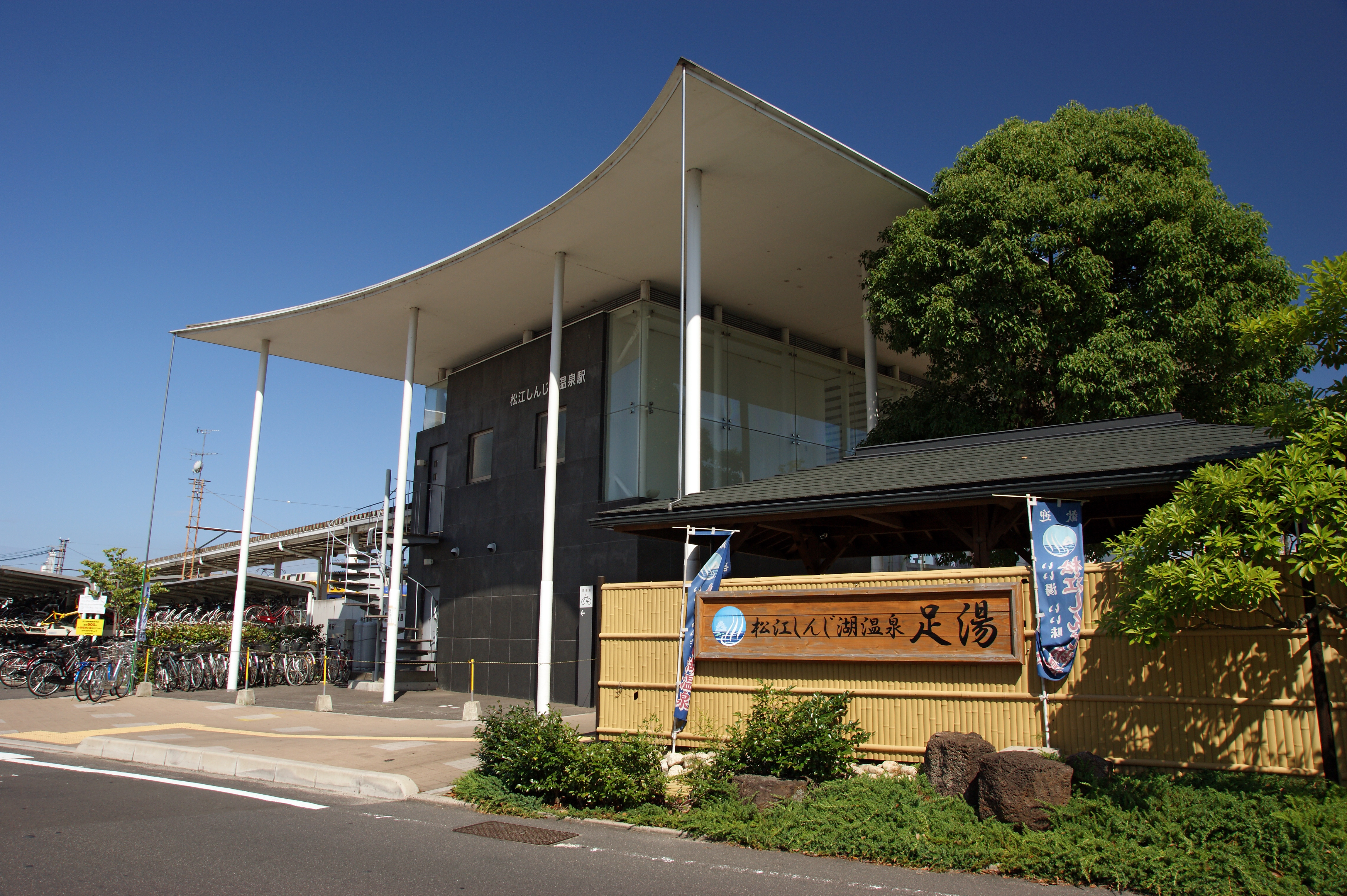
足湯

## 利用状況
各年度の1日平均の利用者数は以下の通り。
| 年度   | 1日平均 乗車人員 | 1日平均 乗降人員 |
| ------ | ---------------- | ---------------- |
| 1999年 | 1,156            | 2,114            |
| 2000年 | 1,036            | 2,005            |
| 2001年 | 1,017            | 2,032            |
| 2002年 | 1,214            | 2,301            |
| 2003年 | 1,133            | 2,115            |
| 2004年 | 1,088            | 2,231            |
| 2005年 | 1,062            | 2,067            |
| 2006年 | 1,014            | 2,045            |
| 2007年 | 1,007            | 1,944            |
| 2008年 | 1,036            | 2,059            |
| 2009年 | 899              | 1,820            |
| 2010年 | 950              | 1,907            |
| 2011年 | 906              | 1,828            |
| 2012年 | 947              | 1,878            |
| 2013年 | 1,162            | 2,251            |
| 2014年 | 1,039            | 1,951            |
| 2015年 | 941              | 1,892            |
| 2016年 | 926              | 1.821            |
| 2017年 | 999              | 1,910            |
| 2018年 | 981              | 1,815            |
| 2019年 | 988              | 1,843            |
| 2020年 | 632              | 1,196            |
| 2021年 | 651              | 1,271            |

## 駅周辺

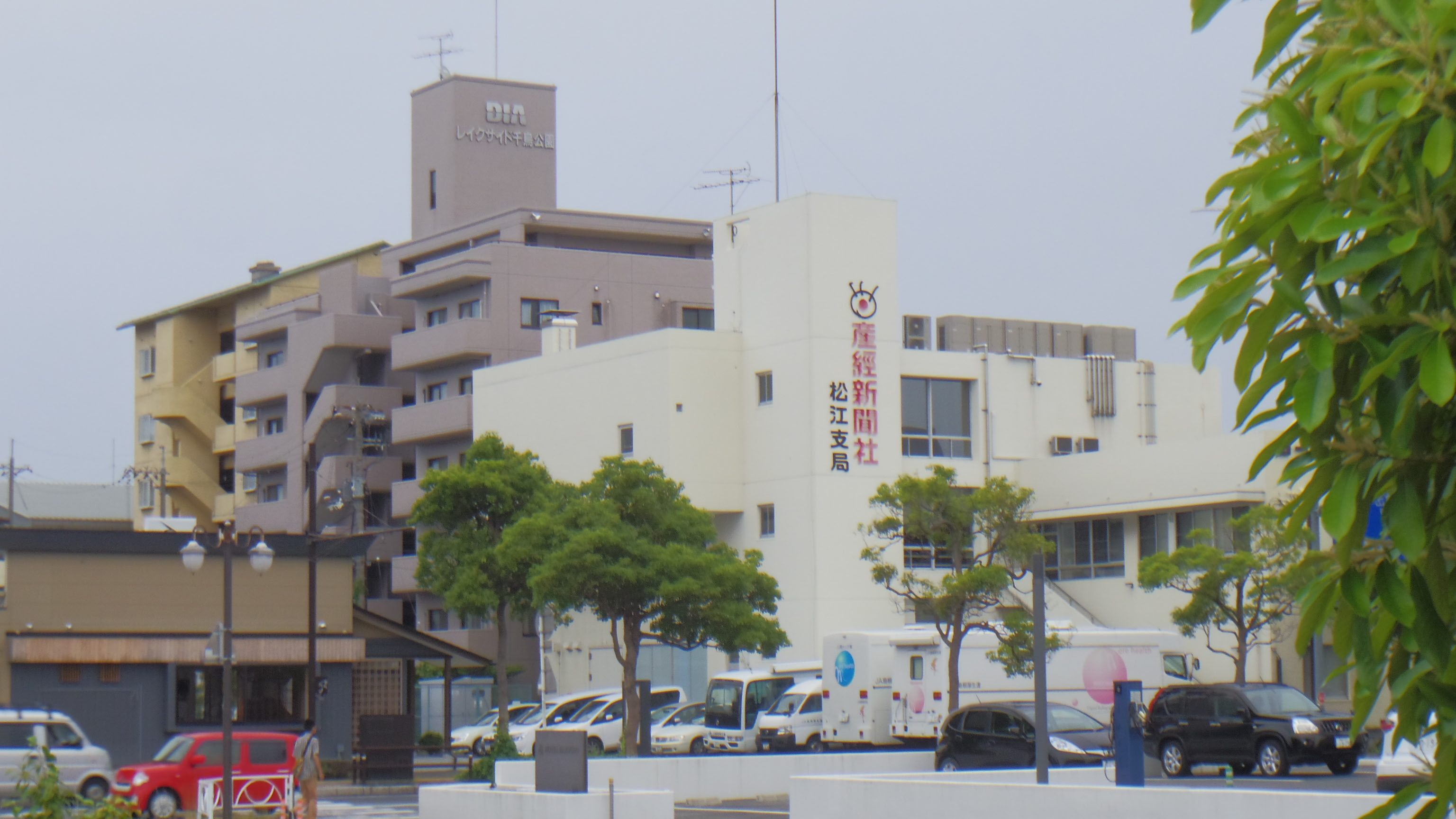
産経新聞社松江支局

宍道湖北岸部の東端近くに位置しており、松江城、松江市役所、官庁街などに近い。
西日本旅客鉄道（JR西日本）山陰本線松江駅は大橋川より南側にあり、当駅から約2km離れている。松江駅への延伸については多額の費用の問題から実現は難しいとの見解が島根県側より示されている。
- 一畑電気鉄道（持株会社）本社
- 産経新聞社松江支局
- 松江しんじ湖温泉
- ホテル一畑
- 千鳥南公園
- 島根県庁
- 松江市役所 - 東方約200m。
- 島根県警察本部
- 松江城山公園
- 島根県民会館
- 島根県立武道館
- 島根県立図書館
- 松江市立内中原小学校
- 松江市立第一中学校
- 島根県道227号松江しんじ湖温泉停車場線
- 国道431号
- 島根県道37号松江鹿島美保関線
- みしまや中原店
- マルイ黒田店
- 松江赤十字病院

## バス路線
- バスのりばは駅前にある。松江駅へバスで移動する場合、短時間で連絡するものは一部の路線しか無く、松江駅とは逆方向の島根県民会館などを経由するため、15分程度掛かる（松江市バス・一畑バスが運行）。また、最終便が到着する時間帯はバスが運行終了しているため、松江駅へ向かうことができない。
- 構内は北東側に進入口、北西側に退出口があり、時計回りで走行する。北西側から反時計回りに1 - 5番の各乗り場がある。
- 1番乗り場が松江市バス（路線バス・レイクライン）用乗り場、2・3番乗り場が一畑バス（路線バス）用乗り場、4番乗り場が高速バス・空港リムジンバス・定期観光バス用乗り場、5番乗り場が臨時バス用乗り場となっている。

### 路線バス・観光周遊バス
乗り入れるバス会社
- 松江市バス
- 一畑バス

| のりば | 路線番号       | 運行事業者 | 行先・方面など                                                                                             | 備考         |
| ------ | -------------- | ---------- | --- | ------------ |
| 1      | 91-1,91-3      | 松江市バス | （黒田町・春日南・島根大学前・くにびきメッセ前経由）北循環線外回り（松江駅）                               |              |
| 1      | 92-1,92-2      | 松江市バス | （市役所前・県民会館前・宍道湖大橋経由）北循環線内回り（松江駅）                                           |              |
| 1      | 92-3           | 松江市バス | （市役所前・宍道湖大橋経由）北循環線内回り（松江駅）                                                       |              |
| 1      | 10-0           | 松江市バス | （内中原小学校前・県民会館前経由）松江駅                                                                   |              |
| 1      | 40-2           | 松江市バス | （市役所前・県民会館前・松江駅・イオン松江店前・東朝日町経由）竹矢                                         |              |
| 1      | 73-4           | 松江市バス | （裁判所前・総合体育館前経由）女子高校前                                                                   | 平日のみ運行 |
| 1      |                | 松江市バス | （県民会館前・松江駅・相生町入口・上乃木・西の原住宅前・商業高校前経由）平成町車庫                         | 平日のみ運行 |
| 1      | 32-0,32-2,32-7 | 松江市バス | 福祉センター前                                                                                             |              |
| 1      | 37             | 松江市バス | 授産センター                                                                                               |              |
| 1      | 35             | 松江市バス | （朝日ヶ丘経由）授産センター                                                                               |              |
| 1      |                | 松江市バス | ぐるっと松江レイクライン                                                                                   |              |
| 2      | 61             | 一畑バス   | （内中原小学校前・県民会館前・松江駅・竪町・乃木駅・地域医療機構玉造病院・玉造温泉駅入口経由）玉造温泉     |              |
| 2      | 62             | 一畑バス   | （内中原小学校前・県民会館前・松江駅・竪町・乃木駅・玉造温泉駅入口経由）玉造温泉                           |              |
| 2      | 54             | 一畑バス   | 高専前 | 平日のみ運行 |
| 3      | 20             | 一畑バス   | （内中原小学校前・県民会館前・松江駅・桧山・古志原・山代町・大庭・風土記の丘経由）八雲車庫                 |              |
| 3      | 21             | 一畑バス   | （内中原小学校前・県民会館前・松江駅・相生町・古志原・山代町・大庭・風土記の丘入口経由）八雲車庫           |              |
| 3      | 22             | 一畑バス   | （内中原小学校前・県民会館前・松江駅・相生町・古志原・内陸団地・山代町・大庭・風土記の丘入口経由）八雲車庫 |              |

### 空港リムジンバス・定期観光バスなど
| のりば | 愛称                 | 運行事業者   | 行先           | 備考   |
| ------ | -------------------- | ------------ | -------------- | ------ |
| 4      | 空港リムジンバス     | 松江一畑交通 | 出雲縁結び空港 |        |
| 4      | 松江出雲定期観光バス | JRバス中国   |                | 運休中 |

- 「オオクニヌシ号」（出雲 - 松江 - 米子 - 鳥取線[6] → 松江 - 米子 - 鳥取線）は2017年8月4日の運行区間の短縮と同時に、一部の便のみ当バスターミナルに乗り入れを開始したものの、2019年2月28日の運行をもって廃止となった[7]。
- 「松江境港シャトルバス」（当駅 - 国宝松江城大手前 - JR松江駅 - 由志園 - JR境港駅）は2021年3月31日の運行をもって廃止された[8]。
- 「ご縁バスしまねっこ号」は2021年3月31日をもって廃止された。
- 2024年10月1日のダイヤ改正で、「グランドアロー号」（松江 - 三次 - 広島線）が全便松江駅発着となったため、高速バスの当駅での発着が全廃となった。

## 隣の駅
一畑電車
■北松江線
■特急「スーパーライナー」（平日朝下り1本のみ）
一畑口駅（13）→ 松江しんじ湖温泉駅（22）
■急行・■普通
松江イングリッシュガーデン前駅（21）- 松江しんじ湖温泉駅（22）